# Joan Copeland

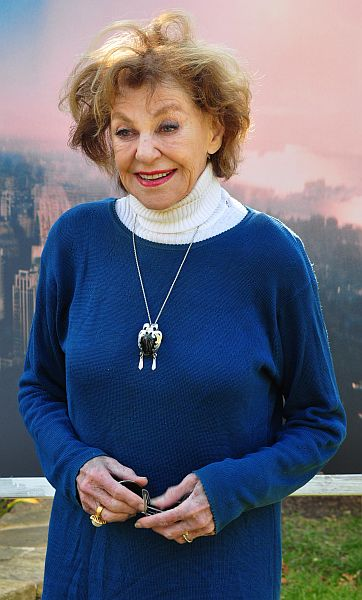
Joan Copeland beim 19. Hamptons International Film Festival, New York, Oktober 2011

Joan Maxine Copeland, geb. Miller (* 1. Juni 1922 in New York City; † 4. Januar 2022 ebenda) war eine US-amerikanische Schauspielerin. Ihre Laufbahn umfasste über 60 Jahre. Durch ihren Bruder, den Schriftsteller Arthur Miller, wurde sie im Laufe ihres Lebens zur Schwägerin von Inge Morath und Marilyn Monroe.

## Leben
Joan Maxine Miller wurde 1922 in eine jüdische Familie geboren. Ihre Großväter waren polnischer Abstammung und ihr Vater, Isidore Miller, wurde in seiner Kindheit von der österreichisch-ungarischen Stadt Radomyśl Wielki im damaligen Galizien nach New York City geschickt, wo er die Lehrerin Augusta „Gussie“ Barnett heiratete. Als sein Bekleidungsgeschäft im Zuge der Great Depression scheiterte, zog das Ehepaar mit den drei Kindern von Harlem nach Brooklyn, wo Joan die Abraham Lincoln High School besuchte. Ihre älteren Brüder waren Kermit Miller und der Schriftsteller Arthur Miller, dessen Ehen Joan im Laufe ihres Lebens zur Schwägerin von Inge Morath und Marilyn Monroe machten. Joan selbst heiratete 1946 den Ingenieur George J. Kupchik und brachte mit ihm einen Sohn namens Eric zur Welt.

## Karriere

### Theater
Joan träumte bereits als Kind von einer Bühnenkarriere, doch erhielt aufgrund der Verbindung zu ihrem Bruder zunächst keine Angebote und änderte deshalb ihren Nachnamen zu Copeland. Sie wurde zu einem der ersten Mitglieder des Actors Studio, neben Persönlichkeiten wie Julie Harris, James Whitmore und Steven Hill. 1945 erhielt sie ihre erste Theaterrolle als Julia in William Shakespeares Romeo und Julia an der Brooklyn Academy of Music. 1948 gab sie mit Sundown Beach ihr Debüt am Broadway und war dort bis 2002 in elf weiteren Stücken zu sehen, darunter im Musical Coco, in dem sie Katharine Hepburn in der Rolle der Coco Chanel vertrat. Das Stück wurde von 1969 bis 1970 320 Mal aufgeführt. 1981 spielte sie in einem Stück ihres Bruders, The American Clock, ihre eigene Mutter. Die Darbietung erbrachte ihr den Drama Desk Award, für den sie 1977 für die Rolle der Vera Simpson im Musical Pal Joey bereits einmal nominiert worden war. Sie trat auch in New Yorker Theatern auf und gewann 1983 einen Los Angeles Drama Critics Award für Brighton Beach Memoirs, gefolgt von einem Obie Award im Jahr 1991 für ihre Darstellung der Eva Adler in The American Plan, einem Stück von Richard Greenberg.

### Film und Fernsehen
Ab den 1950er Jahren arbeitete Copeland als Gastdarstellerin in Fernsehserien, darunter in Seifenopern wie Jung und Leidenschaftlich – Wie das Leben so spielt. 1979 spielte sie die Rolle der Gwendolyn Lord Abbott in Liebe, Lüge, Leidenschaft und kehrte 1995 in der Rolle der Selma Hanen zur Serie zurück. Bekanntheit erlangte Copeland auch als Judge Rebecca Stein in Law & Order, die sie von 1991 bis 2001 in acht Folgen darstellte. Weitere Rollen besetzte sie in Chicago Hope – Endstation Hoffnung, Emergency Room – Die Notaufnahme, All in the Family und Gnadenlose Stadt.
Copeland hatte 1958 ihr Filmdebüt als Alice Marie in The Goddess. Des Weiteren spielte sie in Filmen wie Mitten in der Nacht, Projekt: Peacemaker und The Audrey Hepburn Story mit. 2003 synchronisierte sie die Rolle der Tanana im Zeichentrickfilm Bärenbrüder und sprach 2010 im Videospiel Mafia II die Rolle von Maria Scaletta, der Mutter des Hauptcharakters Vito Scaletta.

## Späteres Leben
Copeland war 1962 zu Gast auf der Geburtstagsgala des US-Präsidenten John F. Kennedy, wo ihre ehemalige Schwägerin, Marilyn Monroe, Happy Birthday, Mr. President sang. 1989 starb ihr Ehemann und 2005 ihr berühmter Bruder, den sie zuvor in ihrer New Yorker Wohnung zur Hospizbetreuung aufgenommen hatte. Copeland beendete 2011 mit dem Kurzfilm Love Is Like Life But Longer ihre Schauspielkarriere, tätigte aber weiterhin Auftritte auf Filmfestivals und anderen Veranstaltungen, darunter 2014 als Ehrengast im Gershwin Theatre anlässlich des 115. Geburtstags von Noël Coward. Sie starb am 4. Januar 2022 in ihrer Wohnung in Manhattan, wenige Monate vor ihrem 100. Geburtstag. Ihre Nichte, Rebecca Miller, ist mit dem Oscar-Preisträger Daniel Day-Lewis verheiratet.

## Filmografie (Auswahl)
- 1958: Die Göttin (The Goddess)
- 1959: Mitten in der Nacht (Middle of the Night)
- 1962: Gnadenlose Stadt (Naked City; Fernsehserie, eine Folge)
- 1964: Preston & Preston (The Defenders; Fernsehserie, 1 Folge)
- 1976: All in the Family (Fernsehserie, eine Folge)
- 1977: Roseland
- 1979/1995: Liebe, Lüge, Leidenschaft (One Life to Live; Fernsehserie, vier Folgen)
- 1980: It’s My Turn
- 1982: A Little Sex
- 1982: Jung und Leidenschaftlich – Wie das Leben so spielt (As the World Turns; Fernsehserie, eine Folge)
- 1987: Happy New Year
- 1988: The Laser Man
- 1989: Ninas Alibi (Her Alibi)
- 1991–2001: Law & Order (Fernsehserie, acht Folgen)
- 1994: Chicago Hope – Endstation Hoffnung (Chicago Hope; Fernsehserie, eine Folge)
- 1995: Emergency Room – Die Notaufnahme (ER; Fernsehserie, eine Folge)
- 1997: Aus dem Dschungel, in den Dschungel (Jungle 2 Jungle)
- 1997: Projekt: Peacemaker (The Peacemaker)
- 1998: Liebe in jeder Beziehung (The Object of My Affection)
- 1998: The Adventures of Sebastian Cole
- 2000: The Audrey Hepburn Story (Fernsehfilm)
- 2003: Bärenbrüder (Brother Bear; Zeichentrickfilm, Synchronstimme)
- 2009: Pippa Lee (The Private Lives of Pippa Lee)
- 2011: Love Is Like Life But Longer (Kurzfilm)